# Oenopotella ultraabyssalis
Oenopotella ultraabyssalis é uma espécie de gastrópode do gênero Oenopotella, pertencente a família Mangeliidae.